# راهزان
راهزان (اراک)، روستایی از توابع بخش مرکزی شهرستان اراک در استان مرکزی ایران است.

## جمعیت
این روستا در دهستان مشهد میقان قرار دارد و براساس سرشماری مرکز آمار ایران در سال ۱۳۸۵، جمعیت آن ۱۹۰ نفر (۵۲خانوار) بوده‌است.
دروازه راهزان یکی از دروازه‌های چهارگانه قلعه سلطان‌آباد بوده که همزمان با ساخت بنای شهر، این دروازه نیز ساخته شده‌است. این دروازه، گذرگاه شمالی قلعه محسوب می‌شده و از آنجا که به سمت روستای راهزان باز می‌شد، دروازه راهزان لقب گرفت. ساخت دروازه در دوران ایجاد شهر در سال ۱۲۲۷ قمری و احتمالاً همزمان با ساخت بازار آغاز شد. دروازه راهزان یکی از دروازه‌های ورودی بازار شهر قدیم سلطان آباد بود که در دوران قاجار ساخته شد این دروازه امروزه تبدیل به میدان ارک شده‌است.